# Hanna Mina
Hanna Mina (Latakia, 9 de marzo de 1924-Damasco, 21 de agosto de 2018) fue un escritor y periodista sirio, considerado uno de los máximos exponentes de la literatura árabe en el género de novela.

## Biografía
De orígenes humildes, el escritor tuvo que migrar en diversas ocasiones por el territorio de su país llegando a obtener solamente un certificado de estudios primarios a los trece años, siendo el único mérito académico en su vida. Comenzó a escribir a los veinticinco años gracias a los pocos libros que podía llegar a conseguir en sus múltiples empleos y logró publicar 36 novelas utilizando diferentes e ingeniosas técnicas narrativas.